# Jonquière
Jonquière – jedna z trzech dzielnic miasta Saguenay w Quebecu.
Jonquière było do 2002 samodzielnym miastem, wtedy to na mocy dekretu 841-2001 rządu prowincji Quebec zostało włączone do nowo powstałego miasta Saguenay. Dzisiejsza dzielnica oprócz dawnego miasta Jonquière obejmuje również obszar dawnych gmin Shipshaw i Lac-Kénogami.